# Servais Knaven
Servais Knaven (Lobith, 6 de marzo de 1971) es un exciclista profesional neerlandés, practicando la disciplina desde 1994 a 2010.
Fue un destacado ciclista amateur logrando tres años antes de su paso a profesionales la medalla de bronce en el Campeonato de los Países Bajos Contrarreloj, así como diversas victorias en vueltas por etapas como en el Tour de Olympia (1992 y 1993) y en el Teleflex Tour en 1993. 
Ya como profesional su mayor logro deportivo fue el triunfo en la prestigiosa clásica París-Roubaix. Dos años más tarde, también logró un triunfo de etapa en el Tour de Francia.
En abril de 2010 anunció que se retiraría a finales de agosto de la presente temporada poniendo fin a su carrera con un total de 17 temporadas. A partir de entonces pasará a formar parte del equipo técnico del Team Milram.
A partir de 2010 pasó a formar parte del equipo técnico del Team Sky como director deportivo. 

## Palmarés
| 1991 (como amateur) - Campeonato de los Países Bajos Persecución - 2.º en el Campeonato de los Países Bajos tras Derny - 2.º en el Campeonato de los Países Bajos Puntuación - 3.º en el Campeonato de los Países Bajos Contrarreloj 1992 (como amateur) - Campeonato de los Países Bajos Persecución - Campeonato de los Países Bajos Madison - Tour de Olympia 1993 (como amateur) - Teleflex Tour, más 1 etapa - Tour de Olympia, más 2 etapas 1994 (como amateur) - 3.º en el Campeonato de los Países Bajos Puntuación 1995 - Campeonato de los Países Bajos en Ruta 1997 - 1 etapa de la Vuelta a Suecia - 3.º en el Campeonato de los Países Bajos en Ruta - Vuelta a Dinamarca - 3.º en el Campeonato de los Países Bajos Contrarreloj 1998 - 1 etapa de la Estrella de Bessèges - Scheldeprijs Vlaanderen - Dwars door Gendringen - 2.º en el Campeonato de los Países Bajos Contrarreloj | 1999 - Delta Profronde - 2.º en el Campeonato de los Países Bajos en Ruta 2000 - Dos días de Éperons d'or, más 1 etapa - 2.º en el Campeonato de los Países Bajos Contrarreloj 2001 - París-Roubaix - Acht van Chaam 2002 - 2.º en el Campeonato de los Países Bajos Contrarreloj 2003 - 1 etapa del Tour de Catar - 1 etapa del Tour de Francia - 3.º en el Campeonato de los Países Bajos Contrarreloj - Acht van Chaam 2005 - 1 etapa de la Tirreno-Adriático 2008 - 3.º en el Campeonato de los Países Bajos Contrarreloj |

## Resultados en Grandes Vueltas y Campeonatos del Mundo
Durante su carrera deportiva consiguió los siguientes puestos en las Grandes Vueltas y en los Campeonatos del Mundo en carretera:
| Carrera              | Carrera              | 1994 | 1995  | 1996 | 1997  | 1998 | 1999 | 2000  | 2001 | 2002  | 2003  | 2004  | 2005  | 2006 | 2007 | 2008 | 2009 | 2010 |
| -------------------- | -------------------- | ---- | ----- | ---- | ----- | ---- | ---- | ----- | ---- | ----- | ----- | ----- | ----- | ---- | ---- | ---- | ---- | ---- |
|                      | Giro de Italia       | —    | —     | —    | —     | —    | —    | Ab.   | —    | —     | —     | —     | —     | —    | —    | —    | —    | —    |
|                      | Tour de Francia      | —    | —     | Ab.  | 107.º | Ab.  | —    | 109.º | 90.º | 137.º | 123.º | 142.º | 149.º | —    | —    | —    | —    | —    |
|                      | Vuelta a España      | —    | 103.º | —    | Ab.   | Ab.  | 94.º | —     | —    | —     | —     | —     | —     | —    | —    | —    | —    | —    |
| Mundial en Ruta      | Mundial en Ruta      | —    | —     | —    | 42.º  | 64.º | Ab.  | —     | —    | 71.º  | —     | —     | —     | —    | —    | —    | —    | —    |
| Mundial Contrarreloj | Mundial Contrarreloj | 22.º | —     | —    | 23.º  | 25.º | —    | —     | —    | 25.º  | —     | —     | —     | —    | —    | —    | —    | —    |

―: no participa

Ab.: abandono

## Equipos
- TVM (1994-1999)
- Farm Frites (2000)
- Domo-Farm Frites (2001-2002)
- Quick Step (2003-2006)
  - Quick Step-Davitamon (2003-2004)
  - Quick Step-Innergetic (2005-2006)
- T-Mobile/High Road/Columbia (2007-2008)
  - T-Mobile (2007)
  - High Road (2008)[3]
  - Team Columbia (2008)[4]
- Team Milram (2009[5] -2010)